# Валент II
Фла́вий Ю́лий Вале́нт (лат. Flavius Julius Valens, 328 — 9 августа 378) — римский император (28 марта 364 — 9 августа 378). Был возведён своим старшим братом Валентинианом I в сан соправителя для восточной половины империи. Был разгромлен и убит в битве при Адрианополе, которая ознаменовала собой начало распада Римской империи.

## Биография

### Соправитель
Валент и его брат Валентиниан родились в южнопаннонском городе Кибале (совр. Винковцы)
в семье будущего комита Британии (лат. comes Britanniarum), трибуна (лат. tribunus) и протектора (лат. protectorus) Грациана Старшего, в 328 и 321 годах соответственно. Валент, как и Валентиниан, не получил почти никакого образования.
В то время как Валентиниан делал успешную военную карьеру, Валент, вероятно, жил в кругу семьи в отцовских поместьях в Африке и Британии. На армейскую службу он поступил в 360-х годах, участвуя со своим братом в Персидском походе императора Юлиана Отступника.
В феврале 364 года император Иовиан, направляясь в Константинополь, неожиданно скончался во время остановки в Дадастане, в 100 милях к востоку от Анкиры. Среди трибунов (tribunus scutariorum) Иовиана был Валентиниан. Он был провозглашен императором 26 февраля 364 года. Валентиниан понимал, что ему нужна помощь, чтобы управлять большой и беспокойной империей, и 28 марта того же года назначил своего брата Валента соправителем во дворце Эбдомона. Два августа вместе проследовали через Адрианополь в Сирмий, где разделили свою свиту, и Валентиниан отправился на Запад, а Валент остался управлять восточной частью империи. К его владениям относились земли к западу от Персии — Греция, Египет, Сирия и Анатолия. Валент вернулся в свою столицу Константинополь в декабре 364 года.

### Восстание Прокопия
Доставшаяся Валенту восточная часть империи незадолго до этого потеряла большую часть владений в Месопотамии и Армении из-за договора, заключенного его предшественником Иовианом с персидским царем Шапуром II. Поэтому первой задачей Валента стало укрепление римских позиций на востоке. К осени 365 года он прибыл в Кесарию, где до него дошло известие о том, что в Константинополе двоюродный брат Юлиана Отступника Прокопий поднял мятеж. 28 сентября 365 года он убедил два легиона, проходящие через столицу, провозгласить его императором. Аристократия в целом не поддержала притязания Прокопия на власть, но на его стороне оказались языческие лидеры. Прокопий организовал пропаганду, организовав распространение слухов о смерти Валентиниана. Он начал чеканить монеты со своим профилем и хвастать своим родством с династией Константина. На его сторону перешла Фракийская армия, но попытки поднять в свою пользу восстание в Иллирии закончились провалом. Тогда Прокопий направил свои усилия на захват малоазийских провинций.
Валент, тем временем, дрогнул. Когда пришло известие о мятеже Прокопия, он подготовился отречься, а, возможно, даже покончить с собой. Хотя в итоге совладал с собой и принял решение бороться за власть, усилия Валента по подавлению бунта натолкнулись на объективные препятствия: большинство его войск уже пересекли Киликию на пути в Сирию. Валент смог послать лишь два легиона для похода против Прокопия, но тот легко убедил их перейти на его сторону. К тому времени Халкидон, Никея, Никомедия, Гераклея и Кизик уже признали его власть. В том же году сам Валент едва не попал в плен в бою вблизи Халкидона. Неприятности усугублялись тем, что Валентиниан был вынужден отказать брату в помощи, поскольку активно воевал с алеманнами на западе. Провал попытки подавления бунта стал очевиден в 365 году, когда под власть Прокопия перешли провинции Вифиния и Геллеспонт.
Только весной 366 года Валент собрал достаточно войск, чтобы всерьез противостоять Прокопию. Узурпатор к тому времени столкнулся с острым дефицитом средств, необходимых для содержания армии и оплаты наёмных варварских отрядов, поскольку самые богатые провинции оставались под властью Валента. Прокопий был вынужден в массовом порядке проводить конфискации имущества богатых римлян, не поддержавших его, и тем лишил себя поддержки сенаторского сословия и стал терять сторонников среди провинциальной знати. Войска Прокопия стали переходить на сторону императора Валента. Пройдя Анатолию, Валент по главе армии проследовал во Фригию, где разбил авангард Прокопия при Фиатире. Прокопий с несколькими приближенными пытался бежать, но его спутники предали его и выдали Валенту. 27 мая 366 года он был казнён где-то во Фракии, а его голову Валент отправил брату в Трир.

### Конфликт с готами
Летом 365 года Валент получил тревожное сообщение от своих командующих пограничными войсками: «Народ готов, давно оставленный в покое и оттого в высшей степени дикий, образовал союз и готовит нападение на соседние фракийские провинции». Валент послал конницу и пехоту в области, которым угрожало вторжение вестготов во главе с Атанарихом. Однако когда эти элитные части проходили через Константинополь, Прокопий привлёк их на свою сторону и с их помощью провозгласил себя императором.. Однако после казни Прокопия вестготы повернули домой, на обратном пути к Дунаю над ними была одержана бескровная победа, а сами они были интернированы в различные города Фракии. Атанарих по этому поводу заявил протест, но Валент не выдал пленных. Обе стороны начали готовиться к войне.
Весной 367 года Валент начал военные действия. У Трансмариски (совр. Тутракан) римляне перешли Дунай и углубились на территорию вестготов. Однако Атанариху удавалась всё время умело уклоняться от имперской армии, и он увёл в Карпаты основную часть доверенного ему племенного союза. На третий год войны (369 год) Валент перешёл реку у Новиодуна (совр. Исакча). При этом он сначала столкнулся с остготами, которые пришли, возможно, на помощь вестготам. Всадники остготов быстро отступили, и императорские войска двинулись дальше. Чем глубже они проникали в область между Прутом и Днестром, тем сильнее становилось сопротивление вестготов, пока, наконец, перед римскими войском не появился Атанарих. Удивительно, но Атанарих вступил в битву только с частью воинов племени. Скорее всего, он вовсе не собирался давать римлянам решающее сражение, которое его племенной союз едва ли мог выиграть. Готы проиграли битву, но под предводительством Атанариха избежали уничтожения. После тактически грамотного отступления готский «судья» начал переговоры с римлянами. Понимая, что попытки окружить в высшей степени подвижную группу племён и нанести ей решительное поражение оказываются тщетны, Валент склонился к тому чтобы согласиться на мирные предложения Атанариха.
Окончание военных действий отвечало, разумеется, и интересам готов, которые из-за похода римлян 367 года и природной катастрофы 368 года, уничтожившей урожай, встали перед настоящей угрозой голода.

### Конфликт с Сасанидами
Одной из причин, обусловивших готовность Валента заключить в 369 году мир с вестготами, было ухудшение обстановки на Востоке. Иовиан в 363 году отказался от притязаний на господство над Арменией, и персидский шах Шапур II стремился воспользоваться этим. Правитель Сасанидской империи привлек на свою сторону нескольких знатных армянских сановников, и в конце концов, армянский царь Аршак II был арестован и заключен в тюрьму. Шапур II послал свои войска в Армению. Царица Парандзем, узнав о нападении, со своим сыном, принцем Папом, скрылась в крепости Артагерс. Неожиданной атакой осажденные разбили персидскую армию и сняли осаду крепости. Принц Пап был отправлен в Рим.
В 369 году Пап вернулся на родину вместе с римскими легионами. Однако сил для его возведения на престол оказалось недостаточно, и принц был вынужден бежать к побережью Чёрного моря, а персы заняли крепость Артагерс и взяли в плен царицу Парандзем. В 370 году Валент приказал полководцу Флавию Аринфею вернуть Папу престол. Персы, в свою очередь, послали новое войско в Армению во главе с полководцами Зиком и Кареном. Пап снова был посажен на армянский трон. В следующем 371 году, увидев готовность персов вторгнуться в Армению, император Валент снова послал туда войска. У Багавана римские и армянские войска победили врага. Эта победа наконец-то дала Папу возможность укрепить свою власть, и в течение следующих пяти лет заняться решением внутренних проблем империи.
Обстановка на восточных рубежах вновь накалилась в 375 году. Валент начал подготовку к крупной экспедиции, однако неожиданно возникла другая проблема. В Исаврии, горном районе западной Киликии, вспыхнул крупный бунт, который отвлек войска, ранее размещенные у восточных границ. Кроме того, сарацины под руководством царицы Мавии подняли восстание и опустошили территории от Финикии и Палестины до Синайского полуострова. Хотя Валент смог путём принуждения и переговоров подавить эти выступления, римлянам пришлось отказаться от конфликта с персами.
В 375 году у брата Валента Валентиниана случился инсульт, и он умер в лагере в Паннонии. Грациан, племянник Валента, бывший к тому моменту соправителем Валентиниана, был провозглашен императором вместе со своим единокровным братом Валентинианом II.

### Готская война (376—382)
Планы Валента по укреплению восточных границ были сорваны. Кроме того, переброска войск на запад империи в 374 году оставила внушительные бреши в составе армии Валента. В рамках подготовки к войне на востоке император инициировал масштабную программу найма рекрутов, предназначенную для заполнения этих брешей.
В 376 году под ударами гуннов вождь Фритигерн отвёл часть вестготов к левому берегу Дуная, готовясь в случае неминуемой опасности переправиться в имперские области. Фритигерн отправил послов к императору Валенту в его новую столицу Антиохию с просьбой, чтобы он дал вестготам земли; в благодарность они обещали охранять границы Римской империи. Обеспечение столь большого количества переселенцев и их расселение ставили перед римской администрацией чрезвычайно серьёзные задачи. Однако Валента прельстила возможность включить в состав своей армии порядка 200 000 готских воинов.
В итоге Валент дал позволение вестготам поселиться в Мёзии. Осенью 376 года они с женами и детьми (всего около 40 000 человек) перешли через Дунай у Дуростора (совр. Силистрия). Прокормление множества людей привело к большим трудностям. К тому же римские сановники Лупицин и Максим обошлись с ними очень бесчеловечно. Их принуждали покупать по непомерным ценам съестные припасы и притом часто самого худшего качества. Сначала готы, не имея наличных денег, платили одеждой, коврами, оружием и другими ценными предметами. Когда их средства истощились, они были вынуждены продавать в рабство даже своих детей. Напряжение, росшее среди готов, вынудило командующего римскими войсками во Фракии Лупицина направить часть своих отрядов для охраны готов. Эти мероприятия проводились в ущерб сплошной охране Дуная. Поэтому, по меньшей мере, три группы варваров, проход которым до сих пор был закрыт, бесконтрольно проникли в Римскую империю. Это были остготский союз трёх народов (готов, аланов и гуннов) Алатея и Сафрака и отряд Фарнобия, тоже, вероятно, состоящий из остготов.
В довершение всего Лупицин пригласил Фритигерна и других готских вождей на обед в Маркианополь, где между римлянами и готами завязался спор, переросший в бой, в результате которого многие готские князья были убиты, а сам Фритигерн с трудом спасся. В итоге в начале 377 года началось восстание вестготов и примкнувших к ним остготов, аланов и гуннов. Лупицин поспешно собрал все свои войска, но в «Битве при ивах» (Ad Salices), в девяти милях от Маркианополя был разбит и бежал.
Валент и его окружение не сразу осознали грозящей опасности. На фракийском театре военных действий появились командующий пехотой Траян и командующий кавалерией Профутур с частью тех отрядов, которые были развёрнуты в Армении. Своего племянника и соправителя Грациана Валент просил о поддержке с запада. В ответ на это прибыл Фригерид, опытный дукс паннонской армии. Сначала казалось, что предпринятых мер вполне достаточно. Ещё до того, как прибыл Фригерид, несколько элитных частей армии Востока уже выполнили важную предварительную задачу и оттеснили готов в Добруджу и блокировали их там, ожидая, что голод быстро принудит мятежников к капитуляции. К имеющимся трём группам римских войск присоединилось несколько галльских частей, которыми руководил комит доместиков Рихомер. Однако римские отряды численно всё же ещё уступали готам, а, кроме того, руководство не пришло к единому мнению, как следует бороться с противником.
Мероприятия по блокированию противника принесли свои плоды; казалось, что удастся взять готов измором в треугольнике между Дунаем, Балканами и Чёрным морем. В этом тяжёлом положении Фритигерн активизировал свои действия. Вскоре вся Фракия от Родопских гор до Чёрного моря оказалась во власти варваров, которые начали своего рода поход мести против римлян.
Зимой 377/378 года Грациан хотел поспешить на помощь своему дяде Валенту, но его отвлекло вторжение алеманнов в Рецию. В этой ситуации Валент решил лично отправиться во Фракию во главе армии. Военачальник Фригерид и прибывший с запада новый командующий фракийскими армиями Себастиан пытались убедить подождать прибытия Грациана с его победоносными легионами, однако Валент не внял предостережениям. По мнению Аммиана Марцеллина, это было следствием высокомерия императора и его ревности к успехам Грациана.

### Сражение при Адрианополе (378) и гибель Валента
После краткого пребывания во Фракии, направленного на укрепление рядов армии, Валент отправился в Адрианополь. Оттуда он выступил против объединенной варварской армии 9 августа 378 года, не дождавшись легионов Грациана, уже вступивших в Болгарию. Накануне были предприняты переговоры, однако они прервались, когда римский отряд сделал вылазку и спровоцировал начало боя.
Готы ожидали римлян внутри своего вагенбурга и около него. Римляне должны были преодолеть 18 км. под палящим солнцем, прежде чем вступить в бой. Дорога была плохой, к тому же, готы подожгли сухую траву и кустарник, чтобы усилить жару первых послеполуденных часов, вскоре римский передовой отряд обнаружил, что готы были гораздо многочисленнее, чем предполагалось до сих пор.
Исход битвы решила стремительная атака готской конницы на правый фланг римлян. Затем часть готской конницы отошла и, обойдя римлян, напала на их левое крыло. В это время пехотинцы Фритигерна покинули вагенбург и атаковали противника с фронта. Окружённая со всех сторон римская армия была полностью разбита. На поле битвы пало две трети римского войска, оба военачальника Траян и Себастиан, и не менее тридцати пяти командиров высшего ранга. Те кто спасся, были обязаны жизнью не в последнюю очередь тому обстоятельству, что битва началась под вечер и безлунная ночь затрудняла преследование. Западно-римский император Грациан явился со своими войсками слишком поздно и уже не смог предотвратить катастрофы. Римское поражение смог частично компенсировать лишь преемник Валента Феодосий I Великий.
Сам Валент погиб в этой битве, сражаясь в рядах легионов Маттиариев и Ланциариев. Аммиан Марцеллин указывает на два возможных варианта обстоятельств его кончины. В первом случае Валент был якобы «смертельно ранен стрелой» (XXXI. 12). Его тело так и не нашли и потому не дали ему надлежащего захоронения. Во втором случае Аммиан утверждает, римская пехота была смята и побежала, а раненый Валент был доставлен в небольшую деревенскую хижину. Её окружили готы и, не зная о возможной награде за пленение императора, подожгли. Валент погиб в огне (XXXI.13.14-6). Существует и третья версия обстоятельств гибели Валента: он якобы был поражен в лицо готским дротиком и погиб ещё в разгар битвы. Он не носил шлем, чтобы воодушевить своих солдат, однако в этот раз эта тактика не оправдалась: гибель императора на глазах солдат только приблизила разгром его армии.
Церковный историк Сократ Схоластик дает два похожих варианта развития событий, предшествовавших гибели Валента.
«Некоторые утверждают, что он был сожжен варварами в хижине в деревне, куда он бежал с поля боя. Но другие утверждают, что, сорвав с себя императорскую мантию, он сражался в рядах пехоты и пал, когда варварская конница окружила и перебила отряд. Его тело не смогли найти, поскольку на нём не было знаков отличия».

## Семья
Жену Валента звали Альбия Домника; она происходила из простой семьи военных. После гибели Валента Альбия Домника помогла спасти Константинополь от варваров, приказав раздать гражданам оружие. Также в защите города приняли участие немногочисленные отряды арабов, посланные царицей Мавией в качестве федератов.
У Валента и Домники были две дочери — Анастасия и Кароза и сын Валентиниан Галат (366—371 или 372), преждевременная смерть которого повергла императора в отчаяние. О дальнейшей судьбе девушек ничего не известно.

## Память
«Валент был никем иным, как защитником (protector) — он не обладал военными талантами, он был мнителен, высокомерен и склонен к подозрительности, проявлявшейся в жестокости по отношению к предполагаемым предателям», — пишет американский историк А. М. Джонс. При этом Джонс признает, что «он был добросовестным администратором и искренним христианином». Бесславная гибель в сражении, таким образом, может рассматриваться как апогей неудачной карьеры правителя: Адрианопольская битва означала начало развала римской государственности. С этим соглашались и современники: Аммиан Марцеллин называл это поражение тяжелейшим в римской истории и имевшим столь же пагубные последствия, как и битва при Каннах, а Руфин назвал его «началом всех дальнейших бед Римской империи».
Валенту также приписывают составление Краткой истории римского государства. Эта работа, проведенная секретарем Валента Евтропием и известная под названием «Бревиарий от основания города», рассказывает историю Рима от его основания. По мнению некоторых историков, Валент был мотивирован необходимостью изучения римской истории, чтобы императорская семья и их выдвиженцы не чувствовали себя ущербными по сравнению со знатными сенаторами

### Религиозные убеждения
Во время своего правления Валент столкнулся с разнообразием религиозных доктрин, которые уже начали влиять на целостность империи. Юлиан Отступник (361—363) пытался возродить языческие традиции и стремился использовать для укрепления своей власти разногласия между христианами и язычниками. Однако, несмотря на некоторую поддержку, его действия впоследствии стали рассматриваться как однозначно губительные для государства и культуры, и его смерть в походе стали считать Божьим наказанием.
Как и братья Констанций II и Констант, Валент и Валентиниан I придерживались различных христианских доктрин. Валент исповедовал арианство, а Валентиниан I поддержал Никейский Символ веры. После гибели Валента популярность арианства на римском Востоке пошла на спад. Его преемник Феодосий I Великий одобрил Никейский Символ веры.